# Eerste Kamer
Eerste Kamer (fuldt hollandsk navn: Eerste Kamer der Staten-Generaal) er overhuset i det hollandske parlament, Generalstaterne. Ordet betyder direkte oversat første kammer. Eerste Kamer har 75 pladser som vælges af provinsparlamenterne i Hollands 12 provinser hvert 4. år inden for 3 måneder efter provinsvalgene. Både Eerste Kamer og parlamentets underhus, Tweede Kamer, mødes i bygningskomplekset Binnenhof i Haag.
Medlemmerne er Eerste Kamer er ofte deltidspolitikere som også har andre poster. De får et honorar som er omkring en fjerdedel af honoraret til medlemmerne af Tweede Kamer. Eerste Kamer holder kun møde en gang om ugen.
Eerste Kamer kan stadfæste eller forkaste lovforslag som er vedtaget af Tweede Kamer, men kan ikke ændre dem eller selv stille lovforslag. Når et lovforslag er vedtaget af Tweede Kamer, sendes det til Eerste Kamer hvor det behandles af et udvalg. Udvalget bestemmer om lovforslaget skal optages på dagsordenen for Eerste Kamer med det samme, eller om lovforslaget først skal studeres nærmere. Hvis lovforslaget sættes på dagsordenen for Eerste Kamer med det samme, bliver det vedtaget som en formalitet uden debat.